# Championnats des Balkans d'athlétisme 2014
Navigation
Édition précédente Édition suivante
La 69e édition des Championnats des Balkans d'athlétisme de 2014 s'est déroulée à Pitești en Roumanie, les 26 et 27 juillet 2014.

## Compétition
La Roumanie, pays hôte, domine largement la compétition avec 32 médailles dont 14 en or. La performance des championnats chez les femmes revient à Alina Rotaru (6,72 m au saut en longueur et à Marian Oprea chez les hommes (16,77 m au triple saut).
Au terme des 40 épreuves, les scores par équipes permettent à la Roumanie de s'imposer largement avec 328,5 points, devant la Turquie (224 pts) et la Bulgarie (174,5 pts).
12 pays remportent au moins une médaille.

## Résultats

### Hommes
| Épreuves                        | Or | Argent                                                                           | Bronze                                                                                                 |
| ------------------------------- | --- | -------------------------------------------------------------------------------- | --- |
| 100 m Vent : +1,4 / +1,5 / +1,7 | Ramil Guliyev 10 s 24                                                                                    | Cătălin Cîmpeanu 10 s 35                                                         | İzzet Safer 10 s 42                                                                                    |
| 200 m Vent : -3,0 / -3,3 / -3,6 | Ramil Guliyev 21 s 04                                                                                    | İzzet Safer 21 s 53                                                              | Alexandru Terpezan 21 s 58                                                                             |
| 400 m                           | Yavuz Can 46 s 50                                                                                        | Željko Vincek 47 s 36                                                            | Mateo Ružić 47 s 41                                                                                    |
| 800 m                           | Andreas Dimitrakis 1 min 49 s 74                                                                         | Hasan Basri Güdük 1 min 50 s 10                                                  | Amel Tuka 1 min 50 s 67                                                                                |
| 1 500 m                         | Kemal Koyuncu 3 min 45 s 80                                                                              | Levent Ateş 3 min 46 s 63                                                        | Andreas Dimitrakis 3 min 46 s 74                                                                       |
| 5 000 m                         | Nicolae Soare 14 min 17 s 95                                                                             | Yolo Nikolov 14 min 23 s 54                                                      | Dino Bošnjak 14 min 26 s 10                                                                            |
| 110 m haies Vent : -1,9 / -2,1  | Milan Ristić 14 s 47                                                                                     | David Ilariani 14 s 72                                                           | Mustafa Gunes 15 s 03                                                                                  |
| 400 m haies                     | Emir Bekrić 50 s 08                                                                                      | Yasmani Copello 50 s 62                                                          | Milan Kotur 51 s 87                                                                                    |
| 3 000 m steeple                 | Mitko Tsenov 8 min 52 s 33                                                                               | Alexandru Ghinea 8 min 58 s 08                                                   | Nicolai Gorbusco 8 min 59 s 77                                                                         |
| 4 × 100 m                       | Roumanie Stefan-Alexandru Codreanu Teofilescu Doru Alexandru Alexandru Terpezan Cătălin Cîmpeanu 40 s 09 | Serbie Milan Ristić Goran Podunavac Nemanja Bozic Strahinja Jovančević 41 s 38   | Grèce Vasileios Tsaousis Nikolaos Saisanas Ioannis Nyfantopoulos Michael Mertzanidis 42 s 28           |
| 4 × 400 m                       | Turquie Yasmani Copello Halit Kiliç Mehmet Güzel Yavuz Can 3 min 07 s 41                                 | Croatie Zvonimir Ivaškovic Staša Vrhovec Željko Vincek Mateo Ružić 3 min 09 s 31 | Roumanie Alin George Costache Ionut Danila Attila Csongor Nagy Tiberiu Alexandru Baneasu 3 min 10 s 93 |
| Saut en hauteur                 | Tikhomir Ivanov 2,22 m                                                                                   | Mihai Donisan 2,22 m                                                             | Viktor Ninov 2,14 m                                                                                    |
| Saut à la perche                | Ivan Horvat 5,30 m                                                                                       | Thodoris Chrysanthopoulos 5,10 m                                                 | Andrej Poljanec 5,10 m                                                                                 |
| Saut en longueur                | Marian Oprea 7,78 m                                                                                      | Denis Eradiri 7,71 m                                                             | Alper Kulaksız 7,66 m                                                                                  |
| Triple saut                     | Marian Oprea 16,77 m                                                                                     | Rumen Dimitrov 16,62 m                                                           | Vladimir Letnicov 16,54 m                                                                              |
| Lancer du poids                 | Georgi Ivanov 19,62 m                                                                                    | Hamza Alić 19,13 m                                                               | Kemal Mešić 18,94 m                                                                                    |
| Lancer du disque                | Martin Marić 62,91 m                                                                                     | Danijel Furtula 61,48 m                                                          | Mihai Liviu Grasu 59,09 m                                                                              |
| Lancer du marteau               | Serghei Marghiev 76,20 m                                                                                 | Özkan Baltacı 69,67 m                                                            | Konstantinos Kostoglidis 68,52 m                                                                       |
| Lancer du javelot               | Fatih Avan 75,98 m                                                                                       | Georgios Iltsios 71,83 m                                                         | Vedran Samac 69,25 m                                                                                   |
| Décathlon                       | Darko Pešić 7 259 pts                                                                                    | Dragan Pešić 6 951 pts                                                           | Razvan George Roman 6 867 pts                                                                          |

### Femmes
| Épreuves                 | Or                                                                               | Argent                                                                             | Bronze                                                                            |
| ------------------------ | -------------------------------------------------------------------------------- | ---------------------------------------------------------------------------------- | --------------------------------------------------------------------------------- |
| 100 m Vent : +0,6 / +1,4 | Andreea Ogrăzeanu 11 s 33                                                        | Inna Eftimova 11 s 44                                                              | Maria Gatou 11 s 48                                                               |
| 200 m Vent : -3,7 / -2,9 | Inna Eftimova 23 s 99                                                            | Andriana Ferra 24 s 06                                                             | Lucija Pokos 24 s 09                                                              |
| 400 m                    | Bianca Răzor 52 s 24                                                             | Adelina Pastor 53 s 52                                                             | Anita Banovic 53 s 84                                                             |
| 800 m                    | Mirela Lavric 2 min 04 s 21                                                      | Mihaela Roxana Nunu 2 min 04 s 69                                                  | Olga Zaporojan 2 min 07 s 20                                                      |
| 1 500 m                  | Florina Pierdevara 4 min 24 s 95                                                 | Claudia Bobocea 4 min 26 s 01                                                      | Silvia Danekova 4 min 26 s 54                                                     |
| 5 000 m                  | Esma Aydemir 15 min 58 s 25                                                      | Monica Madalina Florea 16 min 01 s 13                                              | Sonja Roman 16 min 06 s 09                                                        |
| 100 m haies Vent : -1,0  | Ivana Lončarek 13 s 37                                                           | Maria Pinni 13 s 53                                                                | Elisávet Pesirídou 13 s 82                                                        |
| 400 m haies              | Angela Moroșanu 57 s 43                                                          | Sanda Belgyan 59 s 34                                                              | Emel Şanlı 59 s 68                                                                |
| 3 000 m steeple          | Silvia Danekova 9 min 43 s 45                                                    | Özlem Kaya 9 min 47 s 34                                                           | Cristina Casandra 9 min 51 s 40                                                   |
| 4 × 100 m                | Grèce Andriana Ferra Yeoryía Koklóni Maria Gatou Elisávet Pesirídou 44 s 76      | Roumanie Ana Maria Rosianu Angela Moroșanu Andreea Grecu Andreea Ograzeanu 45 s 54 | Croatie Ivana Lončarek Lucija Pokos Mateja Jambrovic Nika Župa 45 s 65            |
| 4 × 400 m                | Roumanie Adelina Pastor Mirela Lavric Angela Moroșanu Bianca Răzor 3 min 31 s 02 | Croatie Marija Hižman Anita Banović Marina Banović Kristina Dudek 3 min 37 s 67    | Serbie Katarina Ilic Jelena Grujic Bojana Kaličanin Tamara Markovic 3 min 39 s 93 |
| Saut en hauteur          | Venelina Veneva-Mateeva 1,90 m                                                   | Mirela Demireva 1,87 m                                                             | Burcu Yüksel 1,83 m                                                               |
| Saut à la perche         | Lorella Manou 4,35 m                                                             | Buse Arikzan 3,60 m                                                                | Mateja Drobnič 3,50 m                                                             |
| Saut en longueur         | Alina Rotaru 6,72 m                                                              | Cornelia Deiac 6,42 m                                                              | Andriana Banova 6,22 m                                                            |
| Triple saut              | Cristina Bujin 14,11 m                                                           | Andriana Banova 13,74 m                                                            | Cristina Mihaela Sandu 13,67 m                                                    |
| Lancer du poids          | Radoslava Mavrodieva 17,60 m                                                     | Andreea Huzum-Vitan 15,47 m                                                        | Dimitriana Surdu 14,30 m                                                          |
| Lancer du disque         | Dragana Tomašević 57,60 m                                                        | Hrisoúla Anagnostopoúlou 53,38 m                                                   | Dimitriana Surdu 50,17 m                                                          |
| Lancer du marteau        | Bianca Perie-Ghelber 69,42 m                                                     | Marina Nichișenco 60,68 m                                                          | Sara Savatović 57,03 m                                                            |
| Lancer du javelot        | Mădălina-Nicoleta Anghelescu 53,12 m                                             | Katarina Gašparovič 49,25 m                                                        | Selena Durna 45,78 m                                                              |
| Heptathlon               | Sofía Ifadídou 5 724 pts                                                         | Beatrice Puiu 5 624 pts                                                            | Serpil Koçak 5 260 pts                                                            |

### Tableau des médailles
| Rang  | Nation             | Or | Argent | Bronze | Total |
| ----- | ------------------ | -- | ------ | ------ | ----- |
| 1     | Roumanie           | 14 | 12     | 6      | 32    |
| 2     | Turquie            | 7  | 7      | 7      | 21    |
| 3     | Bulgarie           | 7  | 6      | 3      | 16    |
| 4     | Grèce              | 4  | 5      | 5      | 14    |
| 5     | Croatie            | 3  | 4      | 6      | 13    |
| 6     | Serbie             | 3  | 1      | 3      | 7     |
| 7     | Monténégro         | 1  | 2      | -      | 3     |
| 8     | Moldavie           | 1  | 1      | 5      | 7     |
| 9     | Bosnie-Herzégovine | -  | 1      | 2      | 3     |
| 10    | Géorgie            | -  | 1      | -      | 1     |
| 11    | Slovénie           | -  | -      | 3      | 11    |
| Total | Total              | 40 | 40     | 40     | 120   |